# Nissan Safari
Der Nissan Safari ist ein in drei Generationen gebauter Geländewagen des Automobilherstellers Nissan, der vom Juni 1980 bis zum April 2004 für den japanischen Markt hergestellt wurde. Es entsprach dem auf dem Weltmarkt angebotenen Nissan Patrol. Für die Exportmärkte hatte Nissan den Modellnamen des Vorgängers weiterhin benutzt, da es in einigen Ländern namensrechtliche Probleme gegeben hätte. So hatten sich mehrere Automobilhersteller den Modellnamen Safari für ihre Produkte schützen lassen. In Frankreich war dies Citroën, welche damals den Namen als Zusatzbezeichnung für Kombinationskraftwagen verwendete. In der Schweiz war der Modellname von Automobile Monteverdi für den Geländewagen Monteverdi Safari reserviert. In Kanada, den Vereinigten Staaten von Amerika und in Mexiko wie auch in den Ländern der Karibik belegte der Volkswagen Typ 181 die Namensrechte des Safari.
Für viele Exportmärkte hingegen wird der Y61 noch weiterhin als Patrol gebaut, wobei in anderen Ländern mit dem Y62 eine neuere Patrol-Generation erhältlich ist, die in Japan selbst jedoch nicht mehr angeboten wird. 

## Generationenübersicht

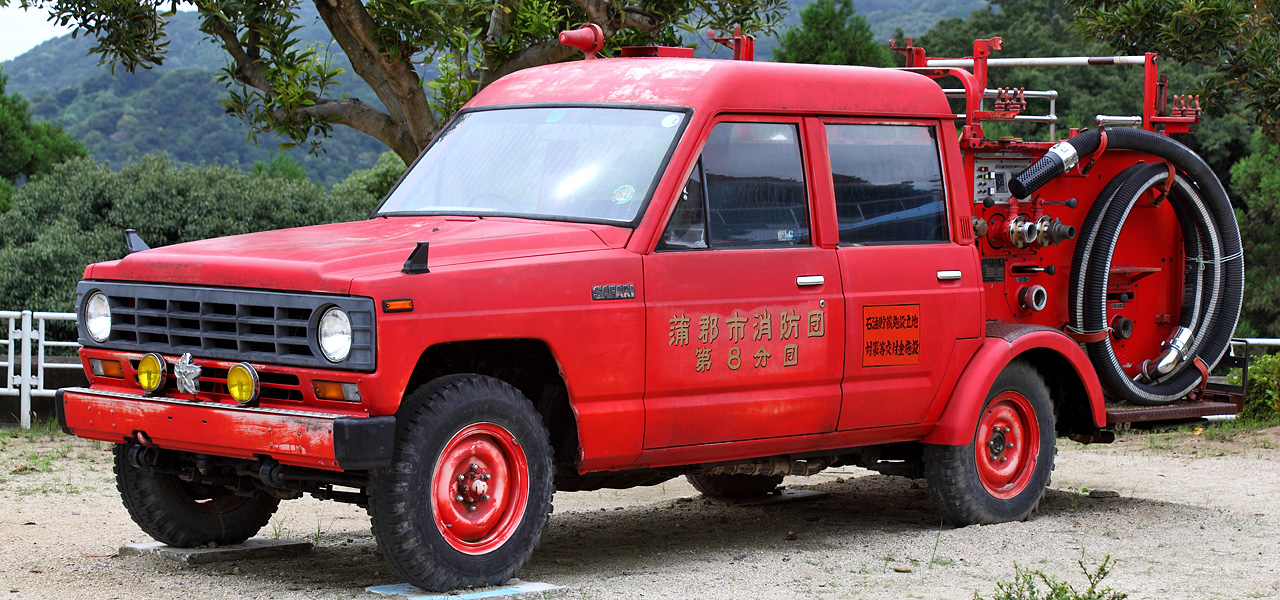
Typ 160 06/1980 bis 11/1987
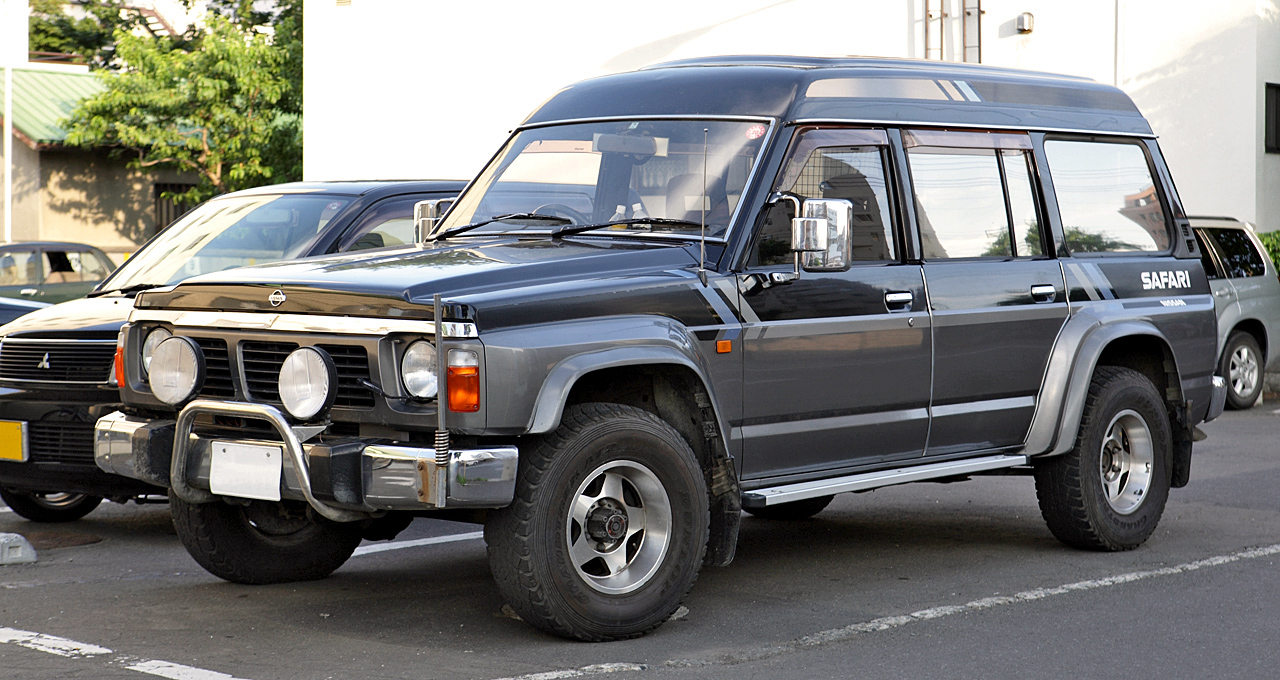
Typ Y60 11/1987 bis 10/1997
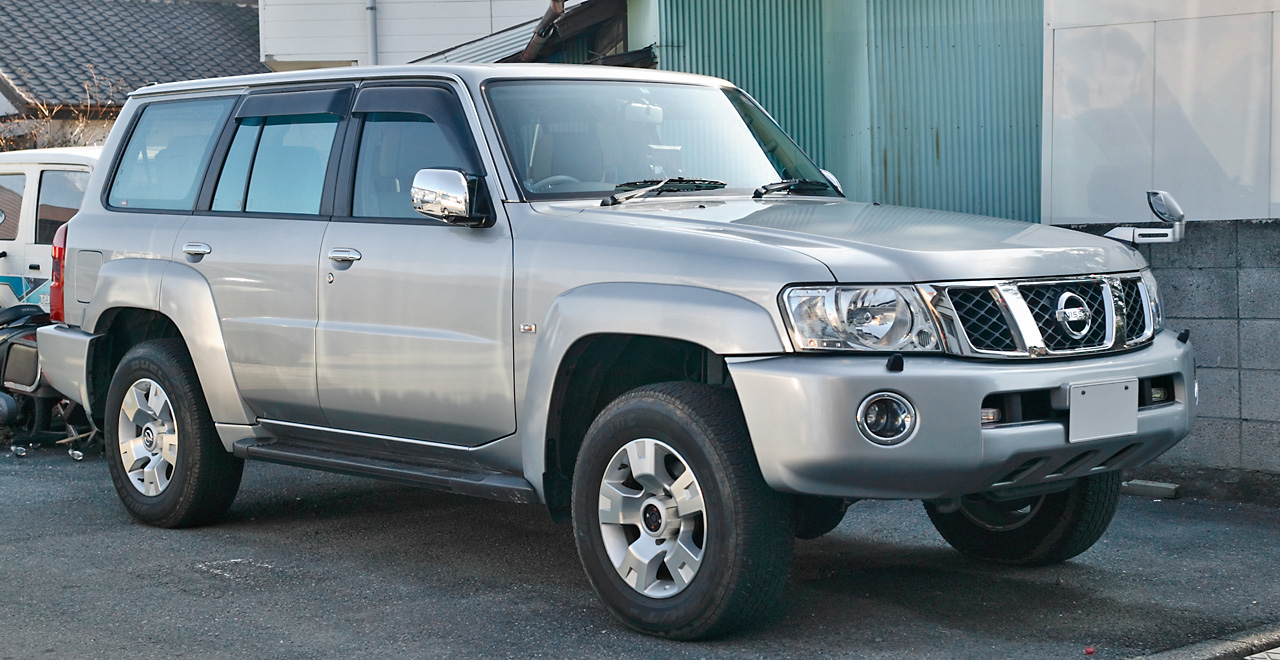
Typ Y61 10/1997 bis 04/2004